# Zoo & Co.
Zoo & Co. (Eigenschreibweise: ZOO & Co.) ist eine Vertriebsmarke für den Heimtierfachhandel in Deutschland. Die Marke gehört zur Sagaflor AG mit Sitz in Kassel und ist als Franchisesystem organisiert. Das Konzept vereint selbstständige, inhabergeführte Fachmärkte, die Produkte für Futter, Zubehör und Haltung von Heimtieren anbieten. In Deutschland gibt es über 140 Standorte im ZOO & Co.-Markenkonzept.

## Geschichte
Im April 2001 wurde Zoo & Co. als Franchisemarke für selbstständige Heimtierfachmärkte eingeführt. Bereits seit 1980 waren Heimtierfachbetriebe unter der Marke Sagazoo Teil der ursprünglich auf Gartenmärkte ausgerichteten Verbundgruppe Sagaflor. Die Einführung von Zoo & Co. folgte einem zentral entwickelten Markenkonzept, das Leistungen in Sortimentsgestaltung, Marketing, Logistik und Eigenmarkenstrategie bündelte. Seit 2013 betreibt Zoo & Co. einen eigenen Onlineshop. 2024 hat die Marke einen kompletten Relaunch im Kommunikations- und Store-Konzept erfahren, um die Aufenthaltsqualität im Markt zu erhöhen. Alle Franchisenehmer sind über ein zentrales Werbekonzept verbunden, welches ab Mitte 2025 vornehmlich digital ausgespielt wird.

## Sortiment & Service
Das Sortiment von Zoo & Co. umfasst Futter, Pflegeprodukte und Zubehör für alle gängigen Heimtierarten, darunter Hunde, Katzen, Nager, Vögel und Fische. Neben Produkten etablierter Handelsmarken führen die Märkte auch exklusive Eigenmarken, die vom Discount- bis zum Premiumsegment reichen. An einigen Standorten werden zudem Lebendtiere aus den Bereichen Aquaristik, Terraristik und Kleinsäugerhaltung angeboten.
Der Großteil der Zoo & Co.-Märkte verfügt über einen Sortimentsschwerpunkt zur Tiergesundheit, der unter anderem Diätnahrung und Ergänzungsfuttermittel umfasst. Darüber hinaus bieten viele Standorte ergänzende Services an, wie etwa Krallenpflege, eine Hundewaage, eine Futterbar, Anpassung von Hundegeschirren sowie Beratung zur Teich- und Aquariengestaltung. An allen Standorten ist geschultes Fachpersonal für die Beratung rund um die Heimtierhaltung im Einsatz. Mit der Zoo & Co.-Kundenkarte sowie der -App erhalten registrierte Kunden Zugang zu Rabattaktionen und weiteren Vorteilen.

## Struktur

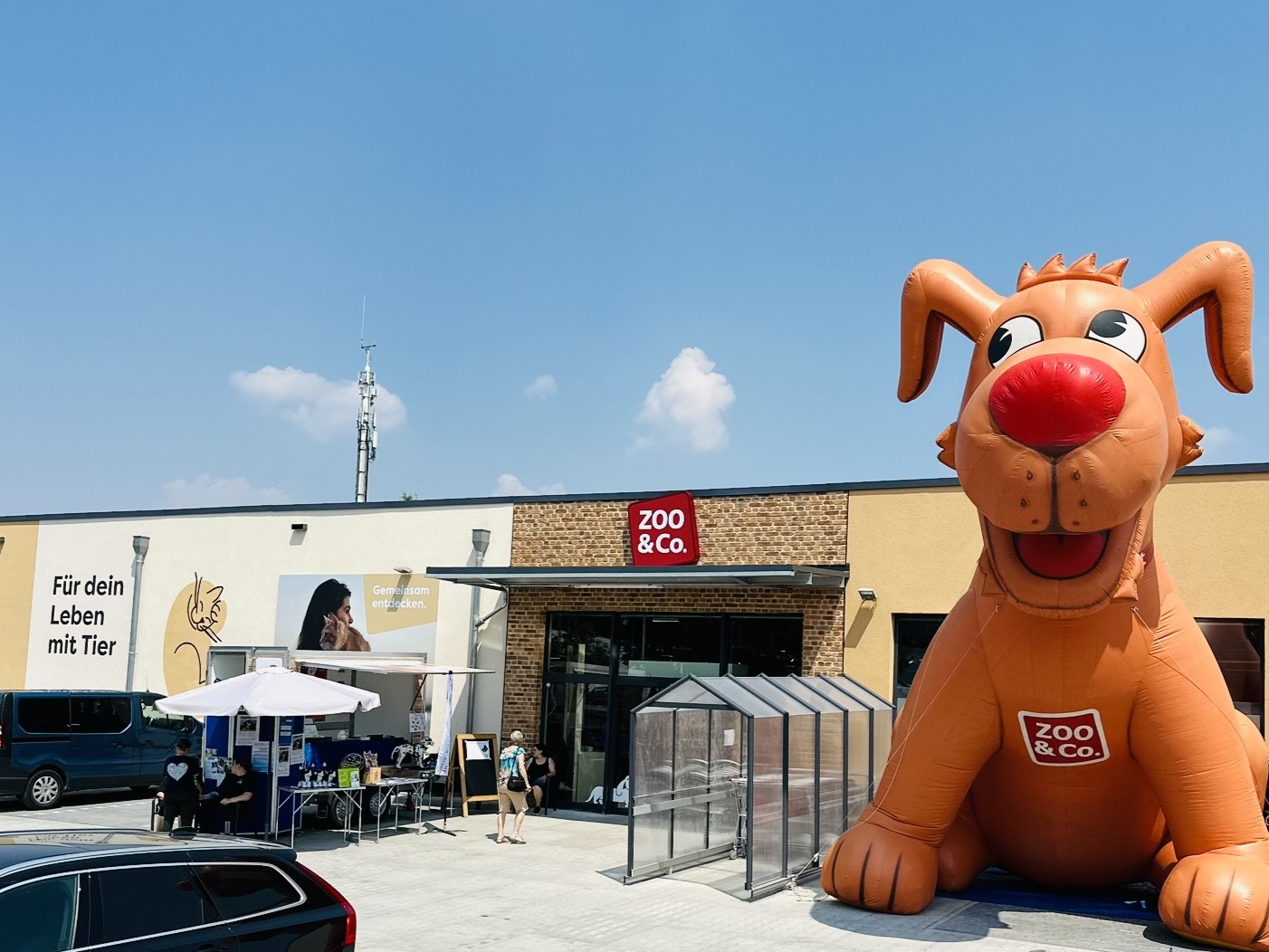
Der Zoo & Co.-Markt in Rommerskirchen

Zoo & Co. ist ein Franchisesystem für den Heimtierfachhandel und Vollmitglied im Deutschen Franchiseverband. Die fachlich eigenständigen Partnerbetriebe werden zentral durch die Sagaflor AG unterstützt – unter anderem durch Einkaufskonditionen, Marketingservices, ein SAP-basiertes Warenwirtschaftssystem (WWL), Standort- und Ladenbaukonzepte, Schulungen und betriebswirtschaftliche Beratung. 
Für neue Standorte gelten bestimmte Anforderungen an Lage (Einzugsgebiet ab 15.000 Einwohner), Größe (Verkaufsfläche ab 450 Quadratmeter) und Ausstattung (Zulässigkeit für nicht-tierführende oder tierführende Sortimente). Die Systemzentrale unterstützt bei der Standortsuche, Planung und Umsetzung.
Alle Märkte im Franchisesystem sind an ein verbindliches Corporate Design gebunden, das ein einheitliches Erscheinungsbild in Architektur, Ladengestaltung und Kundenkommunikation sicherstellt. Ergänzend sorgt eine zentrale Sortimentsstruktur dafür, dass Kunden in allen Zoo & Co.-Standorten vergleichbare Produktangebote vorfinden.

## Auszeichnungen
Im Jahr 2023 wurde Zoo & Co. im Rahmen einer unabhängigen Partnerzufriedenheitsanalyse durch das igenda-Institut mit dem igenda-Award Silber ausgezeichnet. Darin werden das Netzwerk-Klima, die Freude an der täglichen Arbeit, die Zufriedenheit mit den Eigenmarken und Weiterempfehlung der Franchise-Partnerschaft bewertet. 
2021 erhielt Zoo & Co. von der Analysegesellschaft ServiceValue gemeinsam mit der Welt im Rahmen der Studie „Markentreue“ das Prädikat „hohe Markentreue“ im stationären Heimtierbereich. Außerdem gehört das Franchisesystem laut Splendid Research Studie zu den bekanntesten Tierfutterhändlern Deutschlands.
Ebenfalls ausgezeichnet wurde die Sagaflor-Warenwirtschaftslösung (Sagaflor-WWL), die in den Zoo & Co.-Standorten zum Einsatz kommt. Im Jahr 2014 wurde sie mit dem retail technology award europe (reta europe) in der Kategorie „Enterprise Solutions“ prämiert. Sie ist speziell auf die Bedürfnisse von Franchisesystemen im Fachhandel zugeschnitten und wird stetig weiterentwickelt. Die Jury hob insbesondere das effektive Stammdatenmanagement und die Multi-Channel-Funktionalitäten hervor.